# Mjäla, Krokoms kommun
Mjäla är en by, sedan 2015 klassad som en småort, i Rödöns distrikt (Rödöns socken) i Krokoms kommun, Jämtlands län (Jämtland). Byn ligger vid Storsjön och Länsväg Z 614 mellan Rödön och Ytterån, cirka 24 kilometer från Östersund.